# علی شمخانی
علی شمع‌خانی (زادهٔ ۶ مهر ۱۳۳۴) معروف به علی شمخانی، نظامی و سیاستمدار ایرانی است که از ۱ خرداد ۱۴۰۲، عضو حقیقی مجمع تشخیص مصلحت نظام و مشاور سیاسی سید علی خامنه‌ای، رهبر جمهوری اسلامی ایران است. وی در فاصله سال‌های ۱۳۹۲ تا ۱۴۰۲ به‌عنوان چهارمین دبیر شورای عالی امنیت ملی و نمایندهٔ رهبر جمهوری اسلامی ایران در این شورا فعالیت می‌کرد.
شمخانی فعالیت سیاسی علیه رژیم شاهنشاهی را از دهه ۱۳۵۰ در گروه منصورون آغاز کرد، که منجر به دستگیری وی توسط ساواک گردید. وی از ۱۳۶۰ تا ۱۳۶۸ جانشین فرمانده کل سپاه پاسداران بود، از ۱۳۶۷ تا ۱۳۶۸ به‌عنوان وزیر سپاه پاسداران فعالیت می‌کرد، در فاصله سال‌های ۱۳۶۸ تا ۱۳۷۶ فرمانده نیروی دریایی ارتش بود و با حفظ سمت فرماندهی نیروی دریایی سپاه را نیز برعهده داشت، در دولت‌های هفتم و هشتم از ۱۳۷۶ تا ۱۳۸۴ به‌عنوان دهمین وزیر دفاع و پشتیبانی نیروهای مسلح فعالیت می‌کرد و از ۱۳۸۴ تا ۱۳۹۲ رئیس مرکز تحقیقات راهبردی دفاعی بود.
وزارت خزانه‌داری آمریکا در سال ۱۳۹۸ وی و هفت مقام ارشد جمهوری اسلامی را در فهرست تحریم‌های خود قرار داد. همچنین این وزارت در سال ۱۴۰۴ بیش از ۵۰ فرد و نهاد بیش از ۵۰ کشتی مرتبط با خانواده شمخانی تحت کنترل پسرش محمدحسین شمخانی را تحریم کرد.

## زندگی
علی شمخانی در سال ۱۳۳۴ در شهر اهواز زاده شد. وی از عرب‌های ایرانی است. وی فعالیت سیاسی مخفی علیه رژیم پهلوی را از دهه ۱۳۵۰ آغاز کرد، که منجر به دستگیری وی توسط ساواک و زندانی شدن او گردید. او در زندان با افرادی چون محسن رضایی و غلامعلی رشید آشنا شد، که این روابط به شکل‌گیری گروه منصورون انجامید.
شمخانی علاوه بر طی دوره دانشکده فرماندهی و ستاد (دافوس) و نیز دانشگاه عالی دفاع ملی (استراتژیک نظامی) دارای دانشنامه مهندسی از دانشگاه جندی‌شاپور و مدرک کارشناسی ارشد مدیریت از همین دانشگاه می‌باشد. شمخانی دانش‌آموخته کارشناسی مهندسی کشاورزی و کارشناسی ارشد مدیریت از دانشگاه جندی‌شاپور و دکتری استراتژی نظامی از دانشگاه عالی دفاع ملی است و دوره دافوس را نیز در دانشگاه فرماندهی و ستاد آجا گذرانده است.
شمخانی پنج فرزند دارد که نام سه فرزند او، حسن، حسین و زینب، در پرونده‌های مختلف مطرح شده است. او چندین برادرزاده، برادر، داماد، قوم و خویش و معاون دارد که در موارد مختلف به مسائل مالی متهم شده‌اند. محمدحسین، پسر شمخانی، مدیر شرکت میلاووس و مدیرعامل شرکت کشتیرانی آدمیرال است. محمدحسین در ۲۴ سالگی در برنامه مثلث شیشه‌ای گفت شغل آزاد دارد. خود شمخانی در این برنامه گفت به پسرش توصیه کرده که از شغل‌های دولتی دوری کند. در اسفند ۱۴۰۰، خبرگزاری ایلنا به نقل از رسانه‌های هندی از توقیف یک کشتی به نام «کابل» متعلق به شرکت «آدمیرال» خبر داد و اعلام کرد که مالکیت این کشتی برای پسران شمخانی بوده است.

## فعالیت‌های نظامی

### جانشین فرمانده کل سپاه
شمخانی در طول جنگ ایران و عراق از فرماندهان ارشد سپاه پاسداران بود و از ۱۳۵۸ تا ۱۳۶۰ فرماندهی سپاه خوزستان را برعهده داشت، در فاصله سالهای ۱۳۶۰ تا ۱۳۶۸ جانشین فرمانده کل سپاه پاسداران بود و با حفظ سِمَت، از ۱۳۶۵ تا ۱۳۶۸ فرماندهی نیروی زمینی سپاه و از ۱۳۶۷ تا ۱۳۶۸ نیز معاونت اطلاعات و عملیات ستاد فرماندهی کل قوا را برعهده داشت.

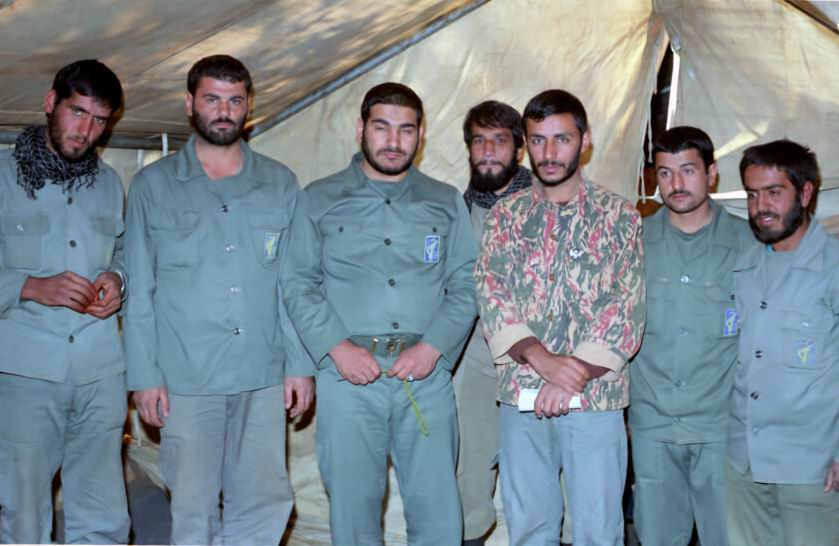
شمخانی در سال‌های جنگ ایران و عراق، در کنار محمدابراهیم همت، محمدعلی جعفری و چند تن از رزمندگان ایرانی

### وزیر سپاه
شمخانی در دولت چهارم برای مدت یک سال، از ۱۳۶۷ تا ۱۳۶۸ وزیر سپاه پاسداران بود، سپس به‌طور کامل به ارتش منتقل شد و در فاصله سال‌های ۱۳۶۸ تا ۱۳۷۶ فرماندهی نیروی دریایی ارتش و از سال ۱۳۶۹ با حفظ سمت، فرماندهی نیروی دریایی سپاه را نیز برعهده داشت.

### فرمانده نیروی دریایی ارتش
علی شمخانی یک سال پس از پایان جنگ ایران و عراق (سال ۱۳۶۸) با حکم سید علی خامنه‌ای، ضمن انتقال کامل از سپاه پاسداران به ارتش، فرماندهی نیروی دریایی ارتش را عهده‌دار شد.
وی چند ماه پس از تصدی فرماندهی نیروی دریایی ارتش، در اجرای راهبرد جدید دریایی ایران، فرماندهی مشترک نیروی دریایی ارتش و سپاه و قرارگاه دریایی خاتم‌الانبیا را عهده‌دار شد و در مدت فرماندهی هشت ساله، در قرارگاه دریایی خاتم‌الانبیا، تشکیلات رزمی نیروهای دریایی ارتش و سپاه را با ایجاد تحول اساسی در سلاح‌ها، تاکتیک‌ها و عملیات مشترک دو نیرو، تجدید سازمان نمود. وی این سمت را تا زمان تصدی وزارت دفاع در دولت سید محمد خاتمی برعهده داشت.

### وزیر دفاع

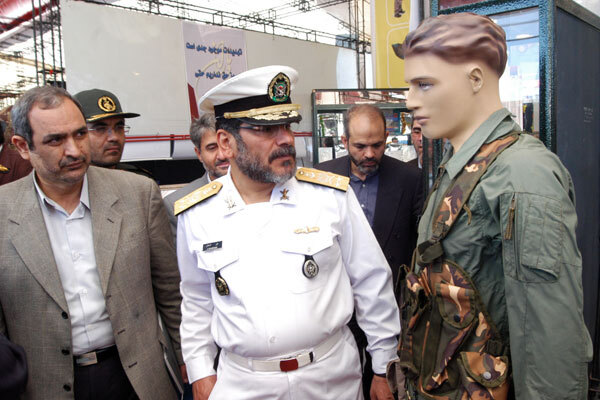
شمخانی در بازدید از نمایشگاه صنایع دفاع، حوالی ۲۰۰۴

شمخانی در دولت هفتم و هشتم، در فاصله سال‌های ۱۳۷۶ تا ۱۳۸۴ به‌عنوان وزیر دفاع فعالیت می‌کرد. وی یکی از ۱۲ نظامی ارشد با درجه سرلشکری در نیروهای مسلح ایران بود. وزارت خزانه داری آمریکا در سال ۱۳۹۸ وی و ۷ مقام ارشد جمهوری اسلامی را در فهرست تحریم‌های خود قرار داد.
شمخانی نخستین ایرانی است که به دلیل نقش برجسته‌ای که در طراحی و اجرای سیاست تنش‌زدائی و توسعه روابط با کشورهای عربی حوزه خلیج فارس برعهده داشت، در اردیبهشت ۱۳۷۹، بالاترین نشان دولتی (نشان ملک عبدالعزیز) را از پادشاه وقت عربستان سعودی دریافت کرد.

## فعالیت‌های غیرنظامی

### هشتمین دوره انتخابات ریاست‌جمهوری
علی شمخانی در هشتمین دوره انتخابات ریاست جمهوری ایران شرکت کرد، اما از سید محمد خاتمی شکست خورد و پس از خاتمی و احمد توکلی در رتبه سوم قرار گرفت. با این حال خاتمی مجدداً شمخانی را به مجلس برای تصدی وزیر دفاع پیشنهادی کابینه خود معرفی نمود و در کابینه دوم خاتمی نیز دوباره به سمت وزارت دفاع منصوب گردید.

### دبیر شورای عالی امنیت ملی

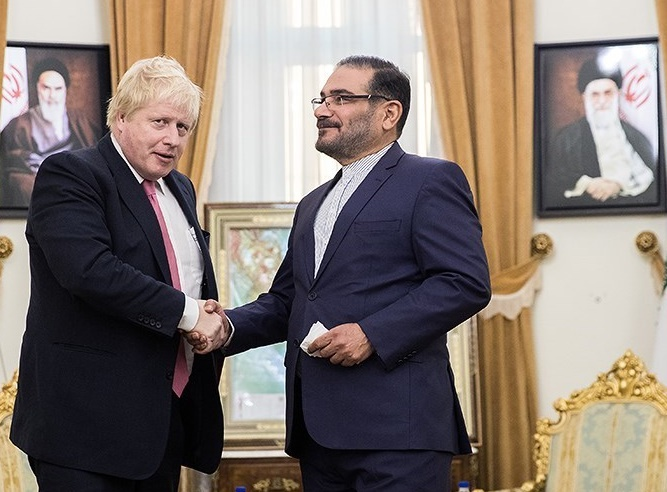
شمخانی و بوریس جانسون نخست‌وزیر وقت انگلستان

در تاریخ ۱۹ شهریور ۱۳۹۲ حسن روحانی، در حکمی علی شمخانی را به سِمت دبیر شورای عالی امنیت ملی منصوب کرد، تا جایگزین سعید جلیلی گردد. وی در شرایطی مسئول دبیرخانه این شورا شد، که مذاکرات هسته‌ای بین ایران و گروه ۱+۵ به وزارت امور خارجه و محمدجواد ظریف سپرده شده بود. البته بنا بر گفته وزیر امور خارجه، تعیین سطح، حدود و روش‌های مذاکرات هسته‌ای، با وزارت امور خارجه است که بر اساس نیاز مذاکرات تعیین می‌شود، ولی هدایت و سیاست‌گذاری پرونده هسته‌ای همچنان بر عهده شورای عالی امنیت ملی، به ریاست رئیس‌جمهور ایران خواهد بود.

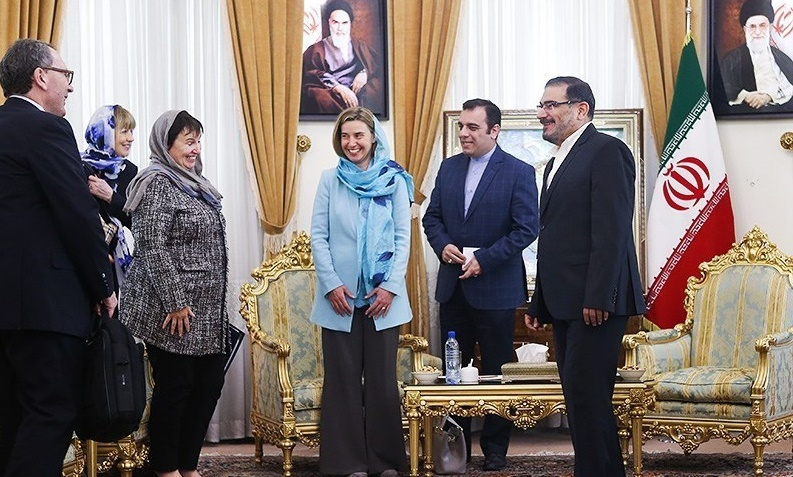
شمخانی ملاقات با نماینده عالی وقت اتحادیه اروپا در امور خارجی و سیاست امنیتی، فدریکا موگرینی

از جمله مهم‌ترین وظایف شمخانی در زمان تصدی در این پست، برقراری پیوند و رابطه دوستانه میان دولت و سایر ارکان حکومتی در ایران بود. در عرصهٔ بین‌المللی، وی مسئول ایفای نقش ایران در جنگ داخلی سوریه و حمله به شمال عراق در حوزه سیاسی بود و همکاری نزدیکی با قاسم سلیمانی (فرمانده نیروی قدس و مسئولِ حوزه نظامی) داشت.

#### ادامه حصر موسوی و کروبی
پس از انتصاب شمخانی به دبیری شورای عالی امنیت ملی، محمدتقی کروبی، فرزند مهدی کروبی در صفحه فیس‌بوک خود، از ارجاع پرونده میرحسین موسوی و مهدی کروبی به شورای عالی امنیت ملی خبر داد. وی در صفحه فیس‌بوک خود نوشته بود:
شنیده شد که رهبر انقلاب موافقت خود را با ارجاع پرونده موسوی و کروبی به شورای عالی امنیت ملی اعلام کرده‌اند تا این شورا با دبیر جدید به موضوع آن‌ها ورود ماهوی داشته باشد. انتخاب آقای شمخانی به عنوان فردی لایق و توانمند که در دوران جنگ سابقه ارزشمندی داشته و همواره در کنار مردم و کشور بوده هم جای تقدیر و تشکر دارد و هم امیدی برای رفع حصر موسوی و کروبی است.

#### انتقاد از حفاظت مقامات
شمخانی در اظهارِ نظری دربارهٔ حفاظت از شخصیت‌ها و مقامات در جمهوری اسلامی ایران در اسفند ۱۳۹۶ گفت:
من مسئول امنیت کشور هستم، این که منافقین ترور می‌کردند مربوط به دهه ۶۰ است و دیگر نمی‌توانند ترور کنند، ضمن این که ما دستگاه‌های امنیتی قوی داریم، برای چه می‌ترسیم؟ بساط حفاظت شخصیت‌ها را باید جمع کنیم. ما حفاظت شخصیت‌ها نداریم، تشریفات و پرستیژ شخصیت‌ها داریم. من مسجد می‌روم، پارک می‌روم، کوه می‌روم، تنها و با مترو می‌روم و هیچ مشکلی هم ندارم.

#### اعتراضات آبان ۱۳۹۸
به نقل از محمود صادقی، علی شمخانی در پاسخ به «اگر مردم به خانه نروند و در خیابان بایستند، می‌خواهید چه کنید؟» گفت: «ولو بلغ ما بلغ، ما می‌زنیم» یعنی به مردم شلیک می‌کنیم. شمخانی این سخن را تکذیب کرد.

#### تحریم آمریکا
روز جمعه ۲۰ دی ۱۳۹۸ اداره کنترل دارایی‌های خارجی وزارت خزانه داری آمریکا موسوم به اوفک به دستور دونالد ترامپ، علی شمخانی و هفت مقام ارشد جمهوری اسلامی را به دلیل پیشبرد اهداف بی‌ثبات‌کننده حکومت در اسرائیل و منطقه و جهان در فهرست تحریم‌ها قرار داد.
۳۰ ژوئیه ۲۰۲۵ وزارت خزانه‌داری آمریکا بیش از ۵۰ فرد و نهاد همچنین بیش از ۵۰ کشتی مرتبط با خانواده شمخانی تحت کنترل محمدحسین شمخانی را تحریم کرد. اسکات بسنت، وزیر خزانه‌داری آمریکا گفت: «امپراتوری کشتیرانی خانواده شمخانی نشان می‌دهد مقام‌های ارشد جمهوری اسلامی چگونه از جایگاه خود برای انباشت ثروت و تأمین مالی اقدامات خطرناک حکومت بهره می‌برند.» او افزود: «این تحریم‌ها بزرگ‌ترین اقدام از زمان کارزار فشار حداکثری دولت ترامپ علیه ایران است. این اقدامات در راستای تأمین امنیت آمریکا، مقامات رژیم را هدف قرار می‌دهد.»

#### خیزش ۱۴۰۱ ایران
در تداوم خیزش ۱۴۰۱ ایران، شایعاتی مبنی بر استعفای شمخانی از دبیری شورای عالی امنیت ملی پخش شد ولی توسط نورنیوز، رسانه نزدیک به شورای عالی امنیت ملی تکذیب شد.

#### رئیس تیم مذاکره کننده با عربستان
شمخانی رئیس و نماینده رئیس‌جمهور در جریان مذاکره از سرگیری روابط با عربستان سعودی بود که این توافق در اسفند ۱۴۰۱ در پکن صورت گرفت.

### مشاور سیاسی رهبر
پس از کناره‌گیری علی شمخانی از دبیر شورای عالی امنیت ملی، در ۱ خرداد ۱۴۰۲ با حکم علی خامنه‌ای، شمخانی عضو مجمع تشخیص مصلحت نظام و مشاور سیاسی رهبری شد. او در جریان حملات ۱۴۰۴ اسرائیل به ایران، در منزل خودش هدف حمله قرار گرفت. نورنیوز ادعا کرد او محتمل «جراحت شدید» شده است. او در یک مصاحبه تلویزیونی گفت که خود را از زیر آوار نجات داده است. در ۱۶ مرداد ۱۴۰۴، خامنه‌ای شمخانی را به عنوان نماینده خود در شورای دفاع منصوب کرد.

## حواشی و واکنش‌ها

### انتخابات ۱۳۸۸
در برنامه دیروز، امروز، فردا، وحید یامین‌پور، مجری برنامه که سعی داشت شمخانی را وارد مسائل سیاسی روز کند و جریانِ منتسب به فتنه، در ادبیات صداوسیمای جمهوری اسلامی را مطرح کند، از شمخانی پرسید که آیا واژه فتنه را قبول دارید؟ شمخانی نیز در پاسخ وی ضمن اجتناب از به کار بردن واژه فتنه دربارهٔ مسائل پس از انتخابات ریاست جمهوری سال ۱۳۸۸ گفت:
قبول‌کردن یا نکردن واژه فتنه، چیزی را تغییر نمی‌دهد. می‌خواهید من را روبه‌رو چه کسی قرار دهید؟ بسیجی باید حق گو، حق خواه و حق شنو باشد.
همچنین شمخانی در برنامه تلویزیونی شناسنامه، که در تاریخ ۳ خرداد ۱۳۹۲ از صداوسیمای جمهوری اسلامی پخش شد، حضور یافت. او در این مصاحبه به شدت استفاده از الفاظی همچون فتنه‌گر، ساکت فتنه و انحرافی را محکوم کرد و گفت:
دشمنان ما دشمن ریش ما هستند، چه ریش اصلاح‌طلب و چه ریش اصول‌گرا، نباید به بهانه‌های مختلف افراد را از قطارِ انقلاب پیاده کرد.
شمخانی در ۹ دی ۱۳۹۲ در مورد رفعِ حصر میرحسین موسوی و مهدی کروبی، در پاسخ به خبرنگاران گفت:
من آدم اقدام هستم و آدم حرف نیستم.
در تاریخ ۳۱ فروردین ۱۴۰۳، عروسی دختر شمخانی در هتل اسپیناس تهران برگزار شد. این مراسم با حواشی مختلفی همراه بود. از جمله اینکه همزمان با برگزاری این مراسم، موضوع گشت ارشاد در جامعه با قدرت بیشتری مطرح شده و در این مراسم پوشش برخی از شرکت کنندگان سیاست دوگانه مسئولان را نشان داد.

### فساد مالی
سه فرزند شمخانی به نامهای حسن، حسین و زینب در پرونده‌های فساد شناخته شده هستند. محمدحسین شمخانی پسر علی شمخانی و مدیرعامل شرکت کشتیرانی آدمیرال است. اسفند ماه ۱۴۰۰ خبرگزاری‌ها در گزارشی به نقل از رسانه‌های هندی از توقیف یک کشتی به نام «کابل» متعلق به شرکت «آدمیرال» خبر داد و اعلام کرد که مالکیت این کشتی برای پسران علی شمخانی دبیر شورای عالی امنیت ملی ایران بوده است. علی شمخانی دربارهٔ توقیف یکی از کشتی‌های فرزندانش در توئیتی گفت: برای التیام «زخم تحریم» از «جان و آبرو مایه می‌گذاریم. ناگفته‌ها بماند برای بعد.» حسن و حسین شمخانی، شرکت کشتیرانی دارند و یکی از شرکت‌ها در هند در سال ۱۴۰۰ توقیف شد.
مهدی صدرالساداتی داماد محمدرضا مدرسی یزدی، دربارهٔ خانواده شمخانی در شبکه اجتماعی نوشت: «حسین شمخانی پسر بزرگ آقای شمخانی مدیر کشتیرانی آدمیرال است و طبق اطلاعات فیس‌بوکش فارغ‌التحصیل دانشگاه Lebanese american university است. خرج هر ترم دانشگاه تا ۱۰ هزار دلار است. حسن شمخانی پسر دیگر نیز از مدیران همین شرکت است.» مهدی صدرالساداتی همچنین با انتشار یک ویدیو اعلام کرده بود که یک مجموعه آپارتمانی به ارزش هزار میلیارد تومان در خیابان فرشته تهران متعلق به «آذرمیدخت طباطبایی»، همسر علی شمخانی است.
حساب بانکی پسر سه ساله «حسن میرمحمدعلی» و نوه علی شمخانی خبرساز شد. از جمله رسانه‌ها تصویر حکمی را منتشر کردند که بر اساس آن حساب ۹ میلیارد و ۵۰۰ میلیون تومانی «حسین میرمحمدعلی» برای همسرش «زینب» و پسر خردسالش که متولد سال ۱۳۹۴ بوده، توقیف شده است. «حسن میرمحمد علی» داماد شمخانی و همسر زینب شمخانی چهره معروف پرونده ساخت و ساز لواسان است.
در خرداد ۱۴۰۱ گزارش‌هایی منتشر شد که نشان‌دهندهٔ نقش موعود شمخانی برادرزاده علی شمخانی، و معاون وقت منطقه آزاد اروند، گروه ساختمان‌سازی عبدالباقی را که مالک پروژه متروپل هستند، برای انجام امور اداری و مشارکت در یک پروژه ساختمانی، به شهرداری آبادان معرفی کرده است. علی شمخانی در واکنش به این ادعا با شرکت در مراسم یادبود جان باختگان ساختمان متروپل در مسجد ولیعصر تهران، گفت «خانواده‌های داغدار آبادانی در این حادثه دهشتناک زیر بار دو آوار فروریختن ساختمان و آوار روانی هدایت‌شده قرار گرفته‌اند.» ناجی شمخانی پسر عموی علی شمخانی، و مدیر شرکت خانه ایرانیان که پروژه‌های زیادی در منطقه آزاد اروند به سرانجام رساند.

### سهم پسر شمخانی از صادرات نفت و گاز
فروش نفت ۳۰۰ هزار بشکه نفت ایران به پسر شمخانی واگذار شده است. حسین شمخانی سالانه حدود ۲۰۰ میلیون دلار از تجارت محصولات پتروشیمی ایران سود می‌برد. فرزندان شمخانی و نزدیکان او با داشتن پاسپورت کشورهای مختلف مانند مالت، سنگاپور، امارات و دومینیکن اقدام به فروش نفت و تأسیس شرکت در کشورهای مختلف می‌کنند. فرزندان شمخانی در قالب شرکت‌های کشتیرانی اقدام به تجارت نفت و سایر کالاها می‌کنند و در دبی، ژنو و لندن فعالیت دارند. بانک‌های وال استریت مانند JP Morgan آمریکا نیز همکاری با فرزندان شمخانی داشته‌اند.

### آپارتمان هزار میلیاردی همسر
مهدی صدرالساداتی همچنین با انتشار یک ویدیو اعلام کرده بود که یک مجموعه آپارتمانی به ارزش هزار میلیارد تومان در خیابان فرشته تهران متعلق به «آذرمیدخت طباطبایی»، همسر علی شمخانی است. به نوشته صدرالساداتی، خانواده شمخانی همچنین مجوز ساخت‌وساز گسترده در تهران، لواسان، اهواز، شوش و شمال ایران دریافت کرده‌اند.

### فساد دختر و داماد
زینب شمخانی، دختر علی شمخانی است. نام او هم در پرونده همسرش خبرساز شد. توقیف میلیاردها دلار پول زینب شمخانی در پرونده موسسات مالی و اعتباری کاسپین و فرشتگان در واقع نتیجه افشاگری علیه علی میرمحمدعلی بود. در جریان همین پرونده حساب بانکی پسر سه ساله «حسن میرمحمدعلی» و نوه علی شمخانی خبرساز شد. رسانه‌ها تصویر حکمی را منتشر کردند که بر اساس آن حساب ۹ میلیارد و ۵۰۰ میلیون تومانی «حسین میرمحمدعلی» و «زینب» و پسر خردسالش که متولد سال ۱۳۹۴ بوده، توقیف شد. یاشار سلطانی روزنامه‌نگار پیگیر پرونده املاک لواسان در شبکه‌های اجتماعی خود از این مسئله پرده برداشت. تصویر پاسپورت این کودک متولد ۹۴ که املاک زیادی به نام او بوده و چندین میلیارد حساب در مؤسسه کاسپین داشته هم منتشر شد.

### فساد در منطقه آزاد اروند
فرماندهان سابق سپاه پاسداران و برخی مقام‌های عالی‌رتبه جمهوری اسلامی در هفت سال گذشته در منطقه آزاد اروند درگیر فساد شده‌اند و صدها میلیارد تومان از بودجه عمومی کشور به دست این مقام‌ها و بستگان‌شان افتاده است. مهرماه ۹۲، اکبر ترکان، دبیر شورای هماهنگی مناطق آزاد، هیئت مدیره جدید منطقه آزاد اروند را با چهره‌های شناخته شده‌ای منصوب کرد. افرادی چون علی شمخانی، دبیر شورای عالی امنیت ملی، محمد مخبر، رئیس ستاد اجرایی فرمان امام، محمد فروزنده، رئیس وقت بنیاد مستضعفان و عبدالله کعبی، نماینده آبادان در مجالس پنجم تا هشتم. در مهمانی نهادهای زیر نظر علی خامنه‌ای، رهبر جمهوری اسلامی در سازمان منطقه آزاد، در نهایت سپاه پاسداران هم نیز راه پیدا کرد. فشارها بر اسماعیل زمانی بعد از تشکیل پرونده‌های متعدد باعث شد غلامعلی رشید، دوست دیرینه اسماعیل زمانی به او پیشنهاد کند تا پای قرارگاه سازندگی خاتم الانبیا را به منطقه آزاد اروند باز کند تا فشار اطلاعات سپاه بر او کمتر شود. قراردادی به ارزش دو هزار میلیارد تومان که قرار است ۳۰ درصدش را منطقه آزاد نقدی پرداخت کند و در ازای ۷۰ درصد بقیه، بخشی از زمین‌های منطقه آزاد را صاحب شود. مجموعه‌ای از فساد سیستماتیک که طی هفت سال، سازمانی را که قرار بود در خدمت آبادانی آبادان و خرمشهر باشد، به یک مرکز فساد اقتصادی تبدیل کرده است.

### نقش در سرنگونی پرواز شماره ۷۵۲ اوکراین
اعضای شورای عالی امنیت ملی به ریاست حسن روحانی و دبیری علی شمخانی، شخص فرمانده کل قوا، علی خامنه‌ای، مدیریت وقت هواپیمایی کشوری علی عابدزاده، و فرماندهان ارشد ستاد کل نیروهای مسلح و سپاه پاسداران، محمدحسین باقری، غلامعلی رشید، حسین سلامی و امیرعلی حاجی‌زاده، از مسببان شلیک موشک‌های سپاه به پرواز اوکراین هستند.

### نقش در فروریختن ساختمان متروپل
در خرداد ۱۴۰۱ گزارش‌هایی منتشر شد که نشان‌دهندهٔ نقش موعود شمخانی برادرزاده علی شمخانی، و معاون وقت منطقه آزاد اروند، گروه ساختمان‌سازی عبدالباقی را که مالک پروژه متروپل هستند، برای انجام امور اداری و مشارکت در یک پروژه ساختمانی، به شهرداری آبادان معرفی کرده است.

## کتاب‌ها و مقالات
شمخانی مؤلف نخستین دکترین استراتژی دریایی جمهوری اسلامی ایران و دکترین تطبیق استراتژی آمریکا و شوروی می‌باشد. وی علاوه بر تألیف مجموعه کتاب‌هایی در مورد مدیریت استراتژیک و چندین مقاله علمی در مورد مباحث راهبردی و بحران‌های منطقه‌ای و بین‌المللی، در دانشگاه‌های مختلف علوم نظامی و راهبردی، به تدریس اشتغال دارد.

## درجه‌های نظامی و نشان‌های افتخار
این بخش شامل نشان‌ها و جایزه‌های رسمی امیر شمخانی است که بر روی لباس همسان او نصب می‌شود، ولی جایزه‌های غیرنظامی و غیررسمی را دربر نخواهد گرفت.

### نشان‌ها
| رزم سطحی نیروی دریایی   |     |
| دانشگاه فرماندهی و ستاد | آجا |

### نوار نشان‌ها
|  |  |  |

### نام نشان‌ها
| نشان درجه یک فتح | نشان درجه دو فتح | نشان درجه دو فتح |

### درجه‌های نظامی
| درجه نظامی | شاخه نظامی        | تاریخ دریافت    | منبع   |
| ---------- | ----------------- | --------------- | ------ |
| دریادار    | نیروی دریایی ارتش | ۹ آبان ۱۳۶۸     | [ ۷۷ ] |
| دریابان    | نیروی دریایی ارتش | ۲۴ فروردین ۱۳۷۸ | [ ۷۸ ] |